# دنیس مالچاندوف
 دنیس مالچاندوف (اوکراینی: Денис Молчанов؛ زاده ۱۶ مهٔ ۱۹۸۷) یک تنیس‌باز اهل اوکراین است.